# Босна (жупа)
Босна је био назив за средњовековну жупу која је обухватала подручје око Високог.
Подручје Високо дуго се звало Босна, док се само име Високо први пут помиње 1365. године у повељи бана Твртка, који пише са тврђаве Високи. Павао Анђелић је жупу Босну дефинисао као насеље типа територијалне општине, које се налазило на височком пољу и са којег су се населили Словени који су током у 7. и 8. века територијално су ширили име Босне. Временом је новије име Високи, уз Подвисоки, потиснуло старо име Босна, које је постало центар истоимене старе жупе Босна.